# Монті Александер
Мо́нті Алекса́ндер (Monty Alexander, справжнє ім'я Montgomery Bernard Alexander; *6 червня 1944, Кінгстон, Ямайка) — американський джазовий піаніст і органіст (мейнстрим, модерн-джаз, етно-джаз), вокаліст.

## Музична біографія
Вчитися музиці почав з чотирьох років. Почувши одного разу Луї Армстронґа, вирішив віддати перевагу джазу. Переїхавши в США в 1961, оселився в Маямі, де грав в місцевих клубах з різними ансамблями. На платівку вперше записався з соул-фанк-оркестром Леса Мак-Кенна (1963). З 1967 влаштувався в Нью-Йорку, концертував тут як клубний піаніст (іноді як органіст), зробив ряд записів з комбо барабанщика Джіммі Кобба, басиста Рея Брауна, вібрафоніста Мілта Джексона. Надалі організував власне тріо (у 1974), керував також квінтетом. Гастролював в Європі і Латинській Америці. Співробітничав з популярним на Ямайці гітаристом Ернестом Ренгліном (Ernest Ranglin).
Музикант з блискучою технікою, динамічний і темпераментний. Продовжив традиції віртуозного піанізму Арта Тейтума, Ерролла Гарнера і Оскара Пітерсона. Живому виконанню завжди віддавав перевагу над студійною роботою, на живих концертах особливо яскраво і розкрив свої талант та майстерність, уміння знаходити контакт з аудиторією. При записі платівок прагнув до граничної точності і акуратності — деколи в збиток безпосередності і свободі музичного виразу. Епізодично експериментував з етнічними музичними інструментами і звуковими ефектами, пов'язаними з фольклором Вест-Індії, перш за все Карибського регіону і Ямайки (стилем реггі). У деяких своїх альбомах кінця 1980-х рр. (Ivory And Steel, Jamboree) об'єднав джазове комбо (тріо) і так званий steel band (популярний на карибських островах оркестр, що складається з металевих шумових інструментів).

## Дискографія
- Montreux '77 (1977) by Dizzy Gillespie Jam
- Montreux '77 (1977) by Milt Jackson/Ray Brown Jam
- Soul fusion (1977) by Milt Jackson/Monty Alexander
- Live at the Concord jazz festival 1979 by Ray Brown Trio
- Best of Milt Jackson (1980) by Milt Jackson
- London bridge (1982) by Milt Jackson
- Memories of thelonious sphere monk (1982) by Milt Jackson (Organ)
- Go for whatcha know (1986) by Jimmy Smith
- Threesome (1986) by Monty Alexander/N.H. Orsted Pedersen/Grady Tate
- Triple treat ii (1987) by Monty Alexander/Brown/Ellis
- Spontaneous combustion (1987) by Barney Kessel/Monty Alexander
- Sunshine (1991) by Ernestine Anderson
- Great moments with Ernestine Anderson (1993) by Ernestine Anderson
- It's about time (1993) by Othello Molineaux
- Hi-bop ska (1994) by The Skatalites
- I'm glad there is you-a tribute to carmen mcrae (1994) by Vanessa Rubin
- Tribute to duke ellington (1995) by Barbara Hendricks / Monty Alexander Trio
- Caribbean duet by Michel Sardaby/Monty Alexander
- Never make your move to soon by Ernestine Anderson
- Overseas special by Monty Alexander/Ray Brown/Herb Ellis
- Ray brown 3 by Sam Most
- Reference by Various Artists
- Reunion in Europe by Monty Alexander/Clayton/Hamilt
- Snowy morning blues by Howard Alden Trio
- Sound of picante — A COLLECTION by Various Artists
- Summerwind by Ray Brown/Monty Alexander
- That's the way it is by Milt Jackson Quintet
- Trio by Monty Alexander/Brown/Ellis
- Triple treat by Monty Alexander/Brown/Ellis
- Triple treat III by Monty Alexander/Brown/Ellis
- Steaming Hot (2004)
- Goin' Yard (2001)
- My America (2002)
- Monty Alexander and Ernest Ranglin — Rocksteady (2004)
- Stir It Up. The Music Of Bob Marley (1999)
- Caribbean Circle (1992)
- Live At The Iridium (2005)
- Echoes Of Jilly's (1996)
- Monty Meets Sly & Robbie (2000)